# Модесто Кортасар
Модесто Кортасар-і-Леал де Ібарра (ісп. Modesto Cortázar y Leal de Ibarra; 15 червня 1783 — 25 січня 1862) — іспанський політичний діяч, виконував обов'язки голови іспанського уряду у серпні-вересні 1840 року. Окрім того, обіймав посади голови Конгресу депутатів (від січня 1847 року), а також міністра юстиції й міністра закордонних справ.